# Blue Ventures
Blue Ventures — британское социальное предприятие, которое продвигает среди населения успешные программы, позволяющие не только сохранять морские ресурсы и прибрежную экосистему, но и увеличивать доходы рыбацких сообществ, повышать уровень жизни приморских деревень и, как следствие, бороться с бедностью в развивающихся странах. Программы Blue Ventures были внедрены в десятках деревень на Мадагаскаре, Маврикии и Фиджи, в Белизе, Гане и Малайзии. Кроме того, Blue Ventures планирует начать работать на Восточном Тиморе и в Мозамбике. Доходы от туризма и собранных пожертвований идут на расширение охраняемых зон, содержание штата и компенсации рыбакам, которые вынуждены сокращать улов редких видов фауны. 

## История
В то время, когда мировые морские ресурсы в результате загрязнения, изменения климата и сверхэксплуатации непрерывно сокращаются, основатели Blue Ventures решили помочь именно небольшим рыбацким сообществам, для которых морской улов является главным средством к существования.
В 2003 году морской биолог Аласдер Харрис начал просветительскую работу в рыбацкой деревне на Мадагаскаре, поощряя местных жителей брать на себя ответственность за своё рыболовство. Они в течение определённого промежутка времени загородили маленькую часть района вылова осьминога, а когда открыли её, то получили прирост популяции и рост доходов. Опираясь на этот успешный опыт, местные сообщества создали первый местный комитет, который управлял и сохранял морские ресурсы. После этого Blue Ventures начала внедрять свою модель в сотнях сообществ вдоль побережья Индийского океана (сейчас под охраной Blue Ventures находится более 10 % прибрежного морского дна Мадагаскара). Вскоре, кроме развития экологического рыболовства и охраны окружающей среды, Blue Ventures занялась планированием семьи, медицинским обслуживанием и образовательными программами среди рыбацких сообществ, основала на Мадагаскаре и в Белизе инновационные лаборатории. После внедрения природоохранных программ на Маврикии вылов осьминога вырос на 50 %.
К продвижению и внедрению своих программ Blue Ventures активно привлекает волонтёров из числа студентов профильных вузов и прочих энтузиастов. Они следят за закрытыми участками побережья, где подрастает морская фауна, а также помогают рыбакам компенсировать потери, связанные с простоем в рыболовстве. В отдалённых рыбацких деревнях сотрудники Blue Ventures внедряют современные рыночные методы ведения хозяйства, помогают правильно распределять вылов ресурсов, внедряют альтернативные способы заработка (экологический туризм), оберегают мангровые леса. Главной целью Blue Ventures является доказать рыбакам, что охрана ресурсов и экологии не приводит к уменьшению их доходов, а наоборот, помогает побороть бедность. В 2015 году Blue Ventures получила премию за социальное предпринимательство от Фонда Сколла.